# DIKW

Піраміда DIKW.

DIKW (англ. data, information, knowledge, wisdom — дані інформація знання мудрість  — інформаційна ієрархія, де кожен рівень додає певні властивості до попереднього рівня.
В основі знаходиться рівень даних.
- інформація додає контекст.
- Знання додає «як» (механізм використання)
- Мудрість додає «коли» (умови використання)

Як така концепція DIKW є моделлю для розуміння важливості і обмежень понятійної роботи.
Основні області використання моделі:
- Інформатика
- Управління знаннями